# Станіслав Пшиємський (пом. 1642)
Станіслав Пшиємський гербу Равич (1594 — 28 жовтня 1642, Лешня) — державний діяч Речі Посполитої, королівський придворний (1614—1621), воєвода каліський (1623—1624), познанський (1624—1628), іновроцлавський (1628—1630); староста генеральний великопольський (1628—1642), маршалок надвірний коронний (1630—1642); староста конінський (1615—1633), ліґновський (1621), крушвіцький (1621—1622), пиздрський (1628), повідзький (1630), мендзилензький і осєцький (1633—1642).

## Життєпис
Народився Станіслав 1594 року у сім'ї на той час старости ковальського Анджея Пшиємського та Зофії Балінської. Мав брата Адама Ольбрахта.
Навчався у колегіумі єзуїтів у Познані 1604 року, потім разом із братом навчався в Мюнхені 1606, 1608 року в університетах Діллінгена й Інґольштадта.
Обирався депутатом на сеймиках у Сьроді, був послом на сеймах 1618, 1621, 1623, 1624 років. 1623 року був призначений воєводою каліським, 16 лютого 1624 року вже став воєводою познанським, 1628 року отримав посаду генерального старости великопольського та 30 липня цього року став іновроцлавським воєводою. У грудні 1630 року був призначений маршалком надвірним коронним.
Був членом генеральної конфедерації, утвореної 16 липня 1632 року. Під час елекції 1632 року став суддею генерального каптурового суду. Був виборцем Владислава IV Вази від Познанського воєводства 1632 року.
У своєму маєтку Козьміні в жовтні 1633 року приймав посла померанського князя Богуслава XIV, надвірного радника Георга Ліфтхуса, який від імені шведів і бранденбуржців просив генерального старосту заборонити війську австрійського імператора переходити через Великопольщу.
24 червня 1635 року він приймав у своєму маєтку в Торуні французького посла Клода де Мема, графа д'Аво. Після закінчення сейму 1635 року, 10 грудня маршалок коронний Станіслав Пшиємський судив закатованих перед тим козаків, серед яких був гетьман Іван Сулима. Їх засудили до страти через четвертування.
На початку серпня 1638 року Станіслав Пшиємський вирушив з королівським подружжям до Австрії: після короткого перебування у Відні вони на кілька тижнів залишилися в Бадені, де король проходив лікування. У цій мандрівці брала участь і дружина Пшиємського як придворна дама королеви. Під час цієї поїздки, очевидно, після доброго бенкету в імператора, Пшиємський посварився з надвірним підкоморієм Адамом Казановським щодо того, кому викликати королівські ноші. Імператор прокоментував цю подію, що «поляки пили, як свині», а габсбурзькі та французькі посли були вражені свободою, яка панувала при польському дворі.
Під час сейму 1641 року Пшиємський від імені короля зустрічав 5 жовтня герцога Фрідріха Вільгельма, який прибув до Варшави для складання ленної присяги від Королівської Пруссії. На початку червня 1642 року брав участь в урочистостях, пов'язаних зі шлюбом королівни Анни Констанції з герцогом Пфальц-Нойбурга Філіпом Вільгельмом.
Помер Станіслав Пшиємський 28 жовтня 1642 року в Лешні, похований у Козьміні в місцевому костелі.

## Маєтності та фундації
Станіслав Пшиємський був одним із найбільших землевласників у Великопольщі. Згідно з інвентарем 1642 року, загалом він володів 4 містами та понад 70 селами (на початку своєї діяльності йому належали лише одне місто та 14 сіл).
Від батька 29 квітня 1615 року отримав у цесію староство конінське, 1622 року став старостою крушвіцьким. 4 червня 1621 року зрікся на користь Димітра Вейгера староства ліґновського. 1630 отримав «доживотно» староство повідзьке, 1633 року — староство конінське. Староста мендзилензький і осєцький (19 лютого 1633—1642).
1621 року став власником замку в Козьміні. За його наказом заболочені території навколо замку були осушені. 1623 року Станіслав Пшиємський приймав у замку короля Сигізмунда III Вазу та його сина Владислава. Разом із дружиною Анною з Чарнковських сприяли прибуттю до Козьміна бернардинів і будівництву 1628 року першого дерев'яного костелу святого Станіслава та монастирських будівель.
Також, він сприяв створенню паломницького костелу в Здзежі (тепер — Санктуарій Матері Божої Утіхи в Бореку Великопольському), архітектором якого, ймовірно, був Кшиштоф Бонадура-старший.

## Сім'я
Першою дружиною Станіслава Пшиємського 1621 року стала Анна Чарнковська, донька воєводи ленчицького Адама Сендзівуя Чарнковського. Вона померла 1629 року не залишивши потомства.
1629 року Пшиємський одружився з Анною Беатою Опалінською (пом. 1648), донькою познанського воєводи Пйотра Опалінського. З нею мали 7 дітей:
- Пйотр (пом. 1676) — каштелян сьремський (1659—1676);
- Анджей (пом. 1677) — хорунжий каліський;
- Станіслав Лукаш (1636 — бл. 1657);
- Владислав Войцех (1637—1640);
- Катажина (1639—1681) — дружина старости уйсьцького та болімувського Зиґмунта Ґрудзінського;
- N — дружина старости мєндзижецького Косажевського;
- N — дружина Сенюти[3].